# Дадих
Дади́х, также дади́ах (индон. dadih, мин. dadiah) — кисломолочный продукт, традиционный для падангской кухни. Приготовляется из буйволиного молока, которое сквашивается в полых коленцах бамбука без применения какой-либо дополнительной закваски.
Пользуется большой популярностью в западных и центральных областях острова Суматра, населенных преимущественно народом минангкабау, прежде всего, в качестве лёгкого завтрака, а также как гарнир к варёному рису. Некоторое распространение это кушанье получило и в других районах Индонезии, а также в соседней Малайзии.

## Происхождение и распространение

Ареал расселения народа минангкабау на Суматре

Дадих является традиционным кушаньем суматранского народа минангкабау, кулинарная практика которого составляет основу падангской кухни — одной из наиболее значимых региональных составляющих индонезийской кухни. Предполагается, что навык приготовления кисломолочных продуктов, в частности, из буйволиного молока, был перенят у народов Южной Азии, торгово-экономические и культурные связи с которыми минангкабау установили значительно раньше, чем жители многих других районов современной Индонезии. В частности, отмечается определённое сходство — в том числе в плане названия — между дадихом и индийским вариантом йогурта дахи.
Популяризации этого кушанья среди минангкабау способствовало то обстоятельство, что ареал их расселения в западных и центральных районах острова Суматра (вся территория индонезийской провинции Западная Суматра, частично — провинций Бенгкулу, Джамби, Риау, Северная Суматра) исторически является одной из немногих областей интенсивного мясо-молочного животноводства на Малайском архипелаге, и буйволиное молоко занимает достаточно значительное место в рационе местного населения.
Благодаря тому, что падангская кухня — в результате активных миграций минангкабау — приобрела значительное распространение в Индонезии за пределами зоны изначального расселения этой народности, дадих стал известен и другим народам этой страны, а также соседней с ней Малайзии. Однако особо широкой популярности в их среде он не получил, и по-прежнему воспринимается именно как национальное кушанье минангкабау.

## Приготовление
Дадих по существу представляет собой простоквашу из буйволиного молока: он является продуктом молочнокислого брожения, которое осуществляется молочнокислыми бактериями, то есть готовится без добавления каких-либо сторонних грибковых культур — в отличие от вышеупомянутого индийского дахи. Примечательно, что отказ от применения закваски в данном случае является для падангской кухни принципиальным моментом: считается, что только при естественном сквашивании буйволиное молоко сохраняет свои вкусовые достоинства. Более того, среди минангкабау бытует поверье, что использование закваски каким-то образом скажется на здоровье буйволицы, и она перестанет давать молоко. Кроме того, в отличие от того же дахи, молоко в процессе приготовления дадиха не подвергается пастеризации, а сквашивается при комнатной температуре.
Роль бамбука в процессе сквашивания дадиха ещё не до конца изучена. Специалисты лишь предполагают, что бамбук может выделять какие-то вещества, способствующие процессу брожения. Однако они достаточно уверенно утверждают, что гигроскопичные свойства стенок бамбукового коленца препятствует преждевременному отделению сыворотки от кисломолочной массы.

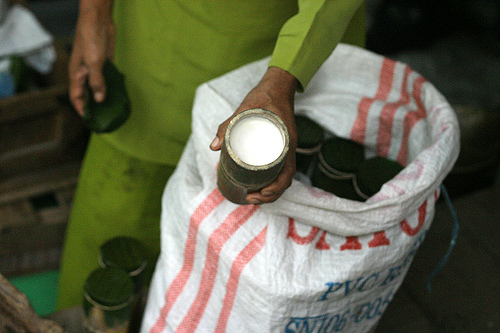
Торговец, продающий дадих. Западная Суматра

Важным отличием традиционного дадиха от других кисломолочных кушаний является ёмкость, в которой сбраживается данный продукт: для этих целей минангкабау используют полые обрезки зрелых стволов бамбука, внутренний диаметр которых составляет по крайней мере 6—7 сантиметров, а длина обычно колеблется в пределах 15—30 сантиметров. Залитые буйволиным молоком, они закупориваются листьями бананового дерева либо гибискуса липовидного, которые предварительно подсушиваются над огнём. Процесс сквашивания обычно занимает 2—3 дня.
В готовом виде дадих представляет собой однородную массу белоснежного цвета, заметно более плотную и упругую, чем обычные йогурты или простокваша. Подобная консистенция обусловлена более высокой жирностью буйволиного молока в сравнении с коровьим, а также бо́лее высоким содержанием в нём животных белков. Вкус этого продукта слегка кисловатый.
Традиционный, надомный метод приготовления дадиха в настоящее время весьма широко практикуется среди минангкабау. Одновременно в современной Индонезии — прежде всего, на Суматре — расширяется промышленное производство этого продукта. В ходе такого производства бамбуковые стволы для закваски буйволиного молока, как правило, не используются — их заменяют крупные металлические или пластиковые емкости. Кроме того, на фабриках часто применяется агар-агар либо желатин для загущения продукта, а также разнообразные вкусовые добавки — обычный или пальмовый сахар, фруктовые соки, сиропы или пюре, карамель, шоколад, а также различные натуральные и искусственные красители и ароматизаторы. Готовый дадих на фабриках обычно разливается в небольшие плотно закрывающиеся стеклянные баночки или пластиковые стаканчики — наподобие йогуртов и прочих кисломолочных продуктов промышленного производства в других странах.

## Употребление
Дадих, приготовленный традиционным образом в бамбуковом коленце, в нём же и хранится до момента употребления. В районах проживания минангкабау на Суматре бамбуковые обрезки, заполненные дадихом, повсеместно продаются в традиционных лавочках или с лотков уличных разносчиков. Дадих фабричного производства поступает в продажу в магазины современного типа.
Среди минангкабау дадих принято есть прежде всего в утреннее время. Весьма популярным традиционным завтраком у этого народа является миска дадиха, смешанного с особой местной разновидностью крупука, которая готовится из клейкого риса. Часто такая смесь обильно посыпается пальмовым сахаром. Нередко, впрочем, дадих употребляется в пищу и в более позднее время суток. Он может служить как самостоятельным лёгким блюдом, так и гарниром к варёному рису. В последнем случае его иногда сдабривают нашинкованным красным перцем либо самба́лом — густым пастообразным соусом на основе красного перца. Дадих фабричного производства — как правило, сладкий, часто обладающий каким-то фруктовым или иным сообщённым вкусом — служит десертом либо лакомством, употребляемым в пищу отдельно от основной трапезы.